# Metoxipropan
Metoxypropan, hoặc metyl propyl ete, là một ete từng được sử dụng làm thuốc gây mê toàn thân. Nó là một chất lỏng dễ cháy không màu rõ ràng với nhiệt độ sôi 38,8 °C.
Được bán trên thị trường dưới tên thương mại Metopryl và Neothyl, metoxypropan được sử dụng thay thế cho đietyl ete vì hiệu lực của nó cao hơn. Kể từ đó, việc sử dụng nó như một chất gây mê đã được thay thế bởi các ete halogen hiện đại, ít bắt lửa hơn.